# Station Wejherowo
Station Wejherowo is een spoorwegstation in de Poolse plaats Wejherowo.

## Foto's

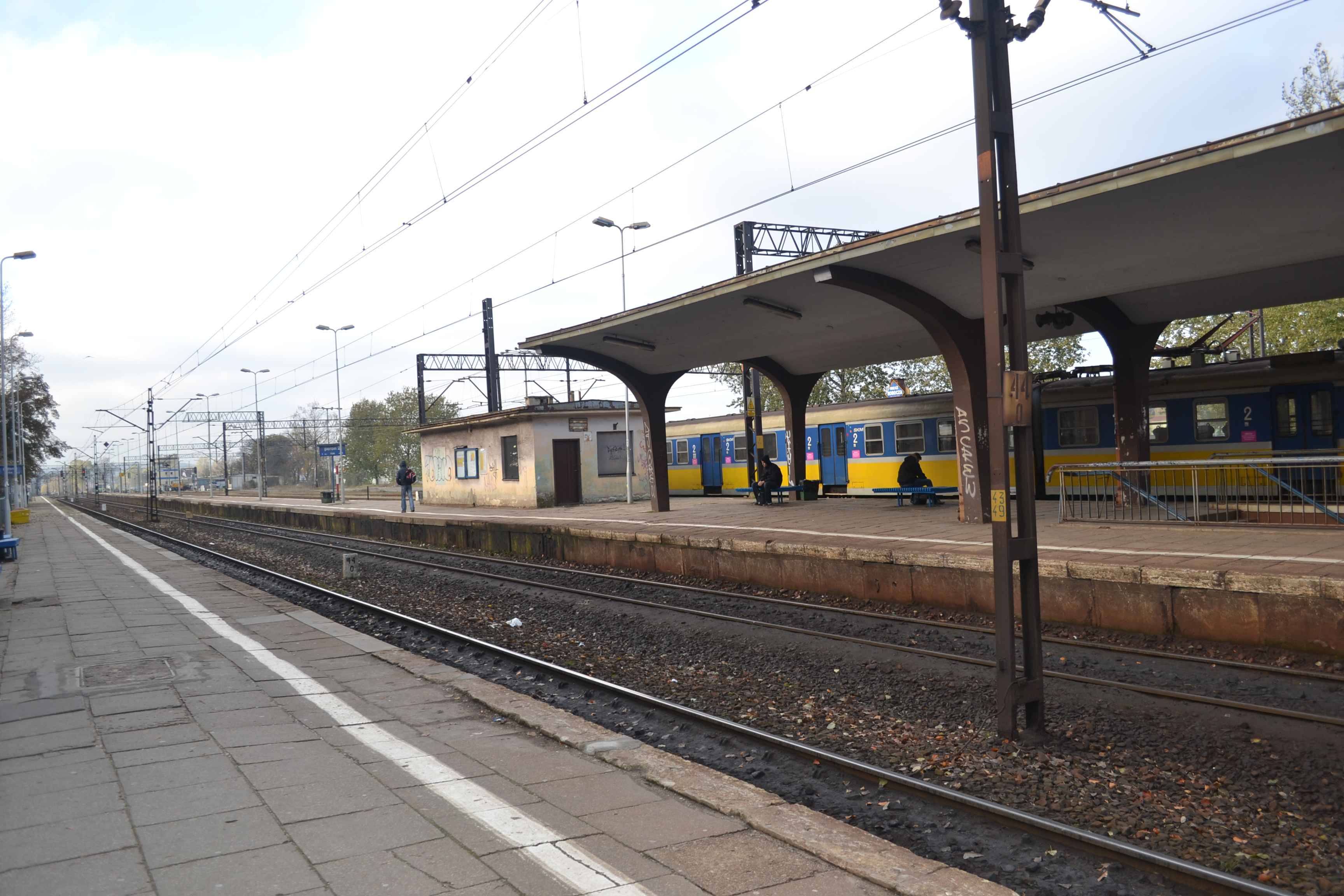
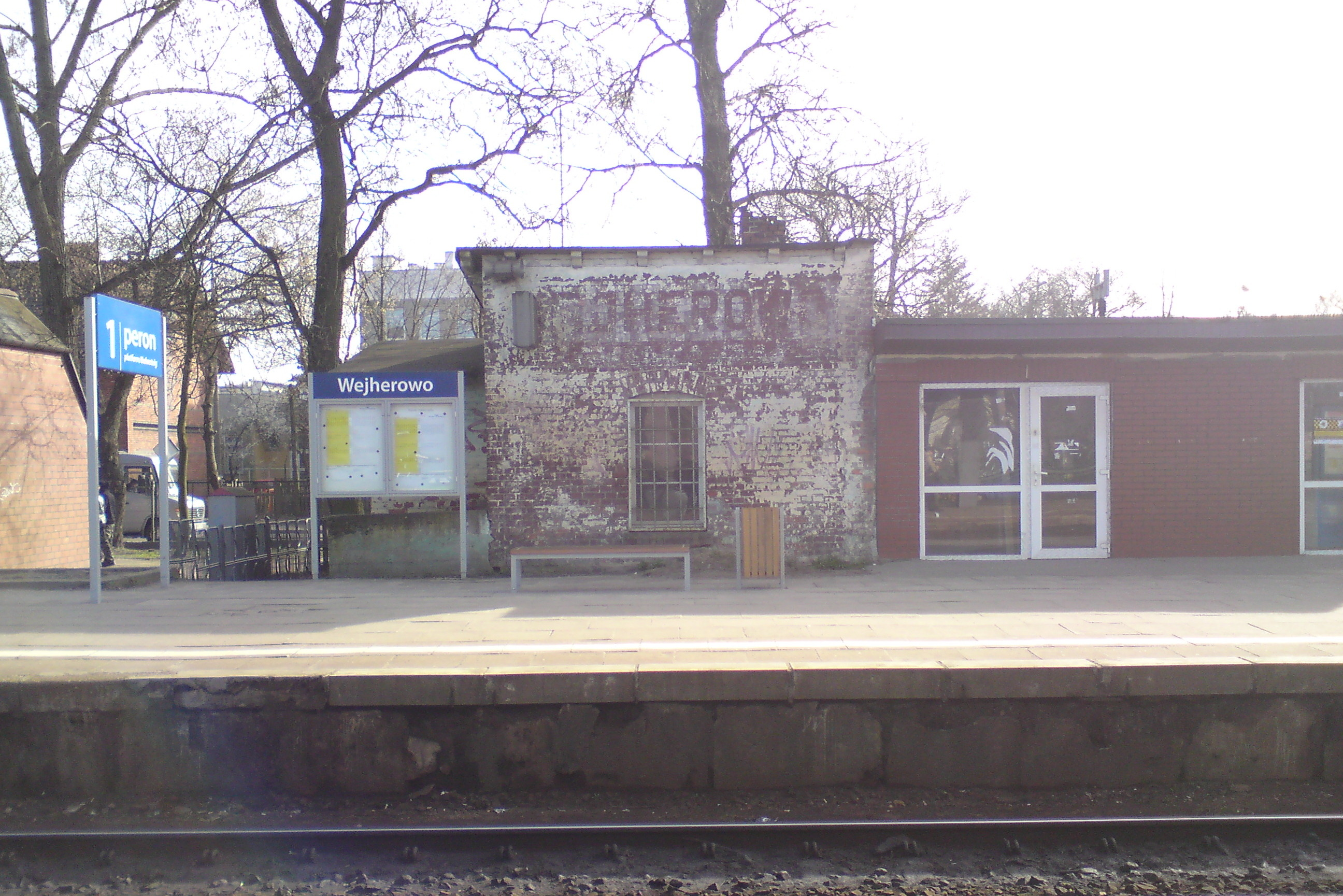